# Anapisa preussi
Anapisa preussi är en fjärilsart som beskrevs av M.Gaede 1926. Anapisa preussi ingår i släktet Anapisa och familjen björnspinnare. Inga underarter finns listade i Catalogue of Life.